# 압하지야의 국기
압하지야의 국기(압하스어: Аԥсны Ахәынҭқарра абираҟ, 러시아어: Государственный Флаг Республики Абхазия)는 1991년에 제정되었다. 초록색과 하얀색으로 구성된 7개의 가로 줄무늬 바탕에 깃대 쪽으로 빨간색 작은 직사각형이 그려져 있으며, 직사각형 안에는 반원 모양을 만들고 있는 7개의 하얀색 별과 하얀색 손이 그려져 있다.
빨간색 직사각형은 중세 압하지야 왕국의 국기에서 유래된 문양이다. 7개의 하얀색 별은 압하지야를 구성하는 7개의 역사적 지역을 의미하며, 하얀색 손은 적을 물리치고 친구를 맞이한다는 것을 의미한다. 초록색과 하얀색으로 구성된 7개의 가로 줄무늬는 기독교와 이슬람교 두 종교의 관용을 의미한다.

## 같이 보기
- 조지아의 국기
- 남오세티야의 국기